# Cluses-Scionzier Football Club
 (décembre 2024).
Le Cluses-Scionzier Football Club est un club de football français situé à Cluses et Scionzier en Haute-Savoie, dans l'ancienne province du Faucigny.
Il est fondé en 1952, par fusion du Football Club de Scionzier et du Club athlétique de Cluses pour former l'Union sportive du Faucigny. En 1986, le club prends le nom d'Union sportive Cluses-Scionzier. En 2004, le club fusionne avec l'Association sportive de Scionzier.[réf. nécessaire]

## Historique
Après avoir remporté le championnat de promotion de ligue (groupe B) en 1936, le FC Scionzier accède à la division d'Honneur en 1936. Dès l'année de la promotion, l'équipe remporte le championnat et se qualifie ainsi pour le championnat de France amateur, qui réunit les champions régionaux de France pour un tournoi de fin de saison. Le FC Scionzier va jusqu'en finale de cette compétition lors de laquelle il s'inclinera face aux Girondins de Bordeaux. Exactement le même parcours la saison suivante, puisque le club finit champion régional et se qualifie pour la finale du CFA mais s'y incline face au Stade Béthune.
Pendant la seconde guerre mondiale, le football français est réorganisé avec la création des équipes fédérales, composées de certains joueurs des anciens clubs professionnels rémunérés par l'Etat, le professionnalisme étant mal vu par le régime de Vichy. Ceux qui ont refusé de participer à ce championnat vont jouer dans les championnats régionaux, en retrouvant obligatoirement un statut d'amateur. C'est dans ce contexte que le FC Scionzier va participer au groupe K du championnat de France amateur dont il terminera deuxième, derrière le Lyon olympique universitaire et devant l'AS Saint-Étienne,.
Il faut attendre 1949 pour voir le FC Scionzier remporter à nouveau le championnat de division d'Honneur du Lyonnais. En effet, le club finit avec 61 points (à 4 longueurs du FC Villefranche et est ainsi promu dans la nouvelle formule du championnat de France amateur, qui depuis la saison précédente, n'est plus un tournoi de fin de saison et met aux prises les clubs de l'élite des championnats régionaux répartis par zones géographiques (le FC Scionzoer rejoint le groupe Sud).
En 1952, au bout de trois ans dans ce championnat, le FC Scionzier fusionne avec ses voisins du Cercle Athlétique de Cluses. Ce club, fondé en 1921, était monté en division d'honneur deux ans plus tôt (en finissant premier du groupe C de championnat de promotion de Ligue) et avait fini quatrième de DH en cette fin de saison 1952. C'est la naissance de l'Union sportive du Faucigny.
Cette fusion est dans un premier temps un succès puisque dès sa première année d'existence le club termine troisième du groupe Sud. Cependant, cinq ans plus tard en 1957, l'US Faucigny finit 10e du groupe Sud-Est et redescend en Honneur. L'année de la relégation, l'équipe finit championne et remonte. Le phénomène d' « ascenseur » a lieu trois fois de suite, puisqu'en 1959, la saison de la remontée en CFA, l'US Faucigny finit 11e et descend à nouveau en Honneur. En Honneur, le club gagne le titre, remonte en CFA mais redescend dès la fin de saison, se classant treizième et dernier de son groupe.
Par la suite, le club va stagner quelque temps en division d'honneur, parfois jouer les premiers rôles et même s'adjuger un quatrième titre de champion de division d'Honneur en 1967. Il accède donc au CFA et finit dernier du groupe Sud-Est dès l'année de sa promotion. L'équipe repart en DH où elle stagne pendant 6 ans, tantôt jouant les premiers rôles (2e place en 1971), tantôt luttant pour le maintien. En 1975, après deux saisons difficiles en DH en 1972-1973 (11e) et 1973-1974 (12e), l'US Faucigny est reléguée.
En Promotion d'Honneur, groupe Nord, l'équipe arrive facilement à se maintenir, en évitant ainsi une disparition du club de l'élite régionale, malgré les difficultés rencontrées depuis quelques années. L'US Faucigny va ainsi se relever, terminant la saison quatrième, puis l'année suivante obtenant une troisième place synonyme de remontée en DH en 1978. Dès l'année de la remontée en DH, l'équipe finit vice-championne de la compétition, une place maintenant qualificative pour une promotion dans la nouvelle division 4 (compétition apparue en 1978 pour s'intercaler entre la division d'Honneur et la division 3).
Cependant son aventure en D4 est difficile puisqu'en 1980, le club finit 11e du groupe H et se maintient à la différence de but, puis en 1981 il termine à la 12e place, soit en tant que dernier non-relégable du groupe F. Au bout de trois saisons à ce niveau, en 1982, l'équipe finit treizième du groupe H et est reléguée en division d'Honneur (maintenant le 5e échelon du football français). Après deux ans en DH, l'US Faucigny est sacrée championne pour la cinquième fois de son histoire et remonte en quatrième division. Le club arrive à s'y maintenir difficilement la première saison, finissant 11e à un point du premier relégué, puis va parvenir à jouer les premiers rôles en Division 4, avec une troisième place en 1986, jusqu'à être vainqueur du groupe E en 1987. Entretemps, à l'intersaison 1986, le club a changé de nom et est maintenant appelé Union sportive Cluses-Scionzier. Ce nouveau club accède ainsi au championnat de France de division 3 où il arrive à se maintenir 3 saisons (6e en 1988, 10e en 1989, 14e en 1990) avant d'être relégué en 1991 (finissant à la 16e et dernier place de son groupe).
Par la suite, le club va redescendre les marches des championnats nationaux et régionaux. Stagnant tout d'abord en division 4, qui devient National 3 en 1993 puis CFA 2 1997, l'équipe est finalement reléguée en DH en 1998. Cluses-Scionzier ne parvient pas cette fois ci à remonter rapidement et subit même la relégation en 2003 car elle finit treizième de la compétition.
Pour essayer de redresser le club, l'Union sportive Cluses Scionzier fusionne en 2004 avec l'Association sportive de Scionzier, fondée en 1966, n'ayant jamais connu un championnat supérieur à la promotion de ligue (3e niveau régional) et évoluant alors en promotion d'excellence (2e niveau départemental). Après cette fusion, le club devient le Cluses-Scionzier Football Club et remporte le championnat de Division d'Honneur régional (poule C) dans lequel il vient d'être relégué. Mais en 2006, dès la fin de la saison suivante, le CSFC redescend en DHR, finissant quinzième et dernier du championnat de DH. Le club va stagner à ce niveau jusqu'en 2011 lorsqu'il est relégué en Promotion d'honneur régional (3e niveau régional) après une onzième place au classement. Le CSFC reste deux ans dans ce championnat (finissant 6e de la poule C en 2012) avant de remonter en DHR dès 2013 après avoir terminé 2e de sa poule derrière la réserve du SO Chambéry.

## Logos

Logo jusqu'en 2018.
Logo depuis 2018.

## Entraîneurs
- Années 1950 :  Blanc[3]
- 1981-1984 :   Jean-Michel Fouché
- 1988-1992 :  Christian Coste
- 2017- :  Johann Durand

## Palmarès
- FC Scionzier :
- Championnat de France amateur de football (1935-1948) :
  - Finaliste : 1937, 1938
  - Deuxième du groupe K en 1944 (championnat de guerre)
- Division d'honneur :
  - Champion (3) : 1937, 1938, 1949

- Cluses-Scionzier :
- Championnat de France de football de Division 4 :
  - Vainqueur du groupe F en 1987

- Division d'honneur :
  - Champion (4) : 1958, 1960, 1967, 1984